# 山本茉央
山本 茉央（やまもと まお、1996年〈平成8年〉9月18日 - ）は、日本の女性タレント。元HKT48、元アフィシャナドゥのメンバー。福岡県北九州市出身。

## 略歴
2013年11月10日に行われた『第1回AKB48グループ ドラフト会議』でHKT48・チームHに第1巡目で指名され、翌2014年1月19日、『HKT48九州7県ツアー～可愛い子には旅をさせよ～』の鹿児島市民文化ホール公演で「渚のCHERRY」を歌いステージデビューを飾る。同年9月24日発売の「控えめI love you !」で選抜メンバーとなり、ドラフト1期生で初のAKBグループのシングルに選抜入り。
2018年4月11日に行われた『ひまわり組「ただいま　恋愛中」公演』でHKT48の卒業を発表。海外でやりたいことがあり、それをかなえるために卒業を決断した。同年5月21日の『シアターの女神』公演をもってHKT48での活動を終了。
卒業後の2019年にはチームTIIのメンバーだった筒井莉子と共に『Chéri』というユニットを組み、同年11月10日には筒井の出身地である佐賀県三養基郡みやき町の町民祭でライブ・パフォーマンスを行っていた。
2021年8月『アフィシャナドゥ』というアイドルグループが結成され、同グループのメンバーとして再びアイドル活動を始めたが、2022年5月4日をもって卒業。
2022年12月に政治家女子48党の公認候補者として杉並区議会選挙に立候補することが発表されたが、2023年3月に選挙への立候補を休止し、同党からも離党した。以後は再びタレント業に専念し、2023年2月には1stイメージDVD『のんびりや』をリリースしている。
2025年8月18日、一般男性との結婚を報告。

## 人物
4人兄妹の次女（兄、姉と妹がいる）。趣味は音楽を聴くこと、特技は変顔。
10歳の頃からゴルフを始め。HKT在籍中の2017年には『叙々苑カップ芸能人ゴルフチャンピオン決定戦』に出場したことがある。2021年に小学館『DIME』が行った「ゴルフがうまいと思われるアイドル」のランキングで第2位にランクイン。
商店街好きが高じて杉並区高円寺に移住するようになり、その関係から先述の杉並区議会選挙に関わっていた。

## HKT48での参加曲

### シングル選抜楽曲
- 控えめI love you !
  - 今 君を想う
  - アイドルの本音 - Team H名義
- 「12秒」に収録
  - ロックだよ、人生は…
  - カメレオン女子高生 - Team H名義
- 「しぇからしか!」[注 2]に収録
  - Buddy - Team H名義
- 「74億分の1の君へ」に収録
  - HKT城、今、動く - プラチナガールズ名義
- 「最高かよ」に収録
  - 夜空の月を飲み込もう - HKT48 Team H名義
- 「バグっていいじゃん」に収録
  - キスが遠すぎるよ - ダイヤモンドガールズ名義
  - HKT48ファミリー
- 「キスは待つしかないのでしょうか?」に収録
  - ぐにゃっと曲がった - ダイヤモンドガールズ名義
- 「早送りカレンダー」に収録
  - 会いたくて嫌になる - 「やっぱりみたらし団子」名義

### アルバム収録楽曲
- 『092』に収録
  - ファンミーティング

### 劇場公演ユニット曲
- チームH 2nd Stage「青春ガールズ」公演
  - 雨の動物園（シマウマ役）
- チームH 3rd Stage「最終ベルが鳴る」公演
  - リターンマッチ
  - ごめんね ジュエル
- チームH 4th Stage「シアターの女神」公演
  - 初恋よ こんにちは
  - ロッカールームボーイ

## 作品

### DVD
- 「のんびりや」（リバプール・2023年2月24日発売）[1]

## 出演

### テレビ番組
- ゴルフ交遊抄（BSテレビ東京・2023年5月28日 - 6月4日放送） - 大西ライオンと共演[注 3]